# Protonemura algovia
Protonemura algovia är en bäcksländeart som beskrevs av Mendl 1968. Protonemura algovia ingår i släktet Protonemura och familjen kryssbäcksländor. Inga underarter finns listade i Catalogue of Life.